# My Love Mine All Mine
«My Love Mine All Mine» — песня американской певицы Mitski (Мицки Мияваки), вышедшая на лейбле Dead Oceans 3 октября 2023 года в качестве третьего сингла её седьмого студийного альбома The Land Is Inhospitable and So Are We. В песне звучит фортепиано и педальная слайд-гитара в стиле кантри, а в тексте Мицки просит Луну забрать её любовь после её смерти и посветить ей на Землю.
После успеха на TikTok песня «My Love Mine All Mine» стала коммерческим прорывом Мицки и её первым попаданием в Billboard Hot 100, где она заняла 26-е место, а также в UK Singles Chart, где она достигла восьмого места. Песня получила широкую поддержку критиков, некоторые из которых назвали её лучшей песней в альбоме The Land Is Inhospitable and So Are We. Клип на песню был выпущен в тот же день, что и альбом, а режиссёром выступил А. Г. Рохас; в нём Мицки строит башню из стульев, а затем взбирается на нее.

## Отзывы
Кристофер Джей Ли из PopMatters назвал песню «My Love Mine All Mine» одним из самых ярких треков альбома The Land Is Inhospitable and So Are We, назвав вокал Мицки в ней «великолепным». Лорен О’Нил из Crack назвала её «милой, нежной изюминкой альбома», а Миа Хьюз из NME написала, что это «самый потрясающий трек альбома» и «великолепный медленный танец». Для The Skinny Ро Чанг назвал «My Love Mine All Mine» «точкой опоры» The Land is Inhospitable and So Are We, описав текст песни как «всегда искренний, никогда не навязчивый» и исполненный «мягким, честным каденсом». Алекс Хупер из American Songwriter аналогично написал, что песня «проникает в суть альбома» и оценил её как «ошеломляющую». Каэлен Белл из Exclaim! назвал песню «одновременно душераздирающей и вселяющей надежду — тот осторожный баланс, который Мицки отточила за десятилетие, прошедшее с момента её дебюта». Эрик Мейсон из Slant Magazine назвал «My Love Mine All Mine» одним из «эмоциональных пиков» альбома, которые «настолько трогательны, что слушатель может убедиться, что любовь — это свет в тёмном мире». Для Uproxx Даниэль Челоски написал, что песня «столь же захватывающая, сколь и прекрасная», а Линдси Золадз из The New York Times написала, что это «тёплая, пышная атмосферная баллада», которая демонстрирует «светящуюся теплоту» и «лёгкую уверенность» The Land is Inhospitable and So Are We.

### Итоговые списки
| Публикация    | Список                     | Ранг | Ссылка |
| ------------- | -------------------------- | ---- | ------ |
| Pitchfork     | The 100 Best Songs of 2023 | 28   | [ 10 ] |
| NME           | The 50 Best Songs of 2023  | 14   | [ 11 ] |
| Rolling Stone | The 100 Best Songs of 2023 | 60   | [ 12 ] |

## Чарты
| Чарт (2023)                                  | Высшая позиция |
| -------------------------------------------- | -------------- |
| Австралия (ARIA)                             | 19             |
| Канада (Billboard Canadian Hot 100)          | 17             |
| Чехия (Singles Digitál Top 100)              | 68             |
| Мир (Billboard Global 200)                   | 12             |
| Ирландия (IRMA)                              | 8              |
| Нидерланды (Single Top 100)                  | 59             |
| Нидерланды (Tipparade)                       | 6              |
| Новая Зеландия (Recorded Music NZ)           | 5              |
| Португалия (AFP)                             | 43             |
| Словакия (Singles Digitál Top 100)           | 75             |
| Швейцария (Schweizer Hitparade)              | 33             |
| Великобритания (UK Singles Chart)            | 8              |
| Великобритания (UK Indie Chart)              | 1              |
| США (Billboard Hot 100)                      | 26             |
| США (Billboard Hot Rock & Alternative Songs) | 4              |
| США (Billboard Mainstream Top 40)            | 32             |
| США (Billboard Rock Airplay)                 | 32             |

## Сертификации
| Регион | Сертификация | Продажи   |
| --- | ------------ | --------- |
| Франция (SNEP) | Золотой      | 100 000   |
| Новая Зеландия (RMNZ) | Платиновый   | 30 000    |
| Норвегия (IFPI Norway) | Золотой      | 30 000    |
| Великобритания (BPI) | Золотой      | 400 000   |
| Стриминг |              |           |
| Греция (IFPI Greece) | Золотой      | 1 000 000 |
| Швеция (GLF) | Золотой      | 6 000 000 |
| Данные о продажах + прослушиваниях приведены только на основе сертификации. · Данные только о прослушиваниях приведены на основе сертификации. |              |           |